# 永江二朗
永江 二朗（ながえ じろう、1979年2月2日 - ）は、日本の映画監督、脚本家。

## 人物
兵庫県神戸市出身。旭川大学（現・旭川市立大学）経済学部、神戸国際大学経済学部を経てシナリオ・センター大阪校を卒業。森岡利行や寺内康太郎、室賀厚監督作の助監督を務めた。2011年にホラー映画『2ちゃんねるの呪い 劇場版』で監督デビュー。
2024年、日本映画監督協会理事に就任

## 監督映画
- 2ちゃんねるの呪い 劇場版（2011年8月6日公開）
- こっくりさん 劇場版（2011年11月26日公開）
- 骨壷（2012年5月26日公開）
- たいむすりっぷメガネ（2013年8月10日公開）
- 隙間女 劇場版（2014年3月1日公開）
- 心霊写真部 劇場版（2015年5月30日公開）
- いしゃ先生（2016年1月9日公開）
- トモダチゲーム 劇場版（2017年6月3日公開）
- トモダチゲーム 劇場版 FINAL（2017年9月2日公開）
- ダウト〜嘘つきオトコは誰?〜（2019年10月5日公開）
- 真・鮫島事件（2020年11月27日公開）
- きさらぎ駅（2022年6月3日公開）
- リゾートバイト（2023年10月20日公開）[2]
- FPS（2024年3月29日公開）
- きさらぎ駅 Re:（2025年6月13日公開）

## 脚本担当作品
- 隙間女　（赤間つよしとの共同脚本）
- トモダチゲーム（テレビ、映画ともに）

## テレビ
- 博多ステイハングリー シーズン1 (2014年4月2日-6月25日、テレビ西日本)-ドラマパート
- 松本清張ミステリー時代劇 (2015年4月-9月、BSジャパン)
  - 第六話『山椒魚』
  - 第七話『逃亡』
  - 第十話『雨と川の音』
- 山本周五郎人情時代劇(2015年10月-2016年3月、BSジャパン）
  - 第三話『釣忍』
  - 第十二話『めおと蝶』
- 男と女のミステリー時代劇(2016年4月-9月、BSジャパン）
  - 第三話『万引き』
  - 第七話『婿入り試験』
  - 第十話『深川お初』
- トモダチゲーム（2017年4月6日 - 27日、テレビ神奈川ほか）
- 山本周五郎時代劇 武士の魂（2017年4月-9月、BSジャパン）
  - 第二話『晩秋』
  - 第五話『山茶花帖』
  - 第六話『五十三右衛門』
  - 第十二話『失蝶記』

## 受賞歴
- 山本周五郎人情時代劇「めおと蝶」にて2016年度民放連盟賞ドラマ部門優秀賞を受賞（2016年）[3]。